# Adolfo di Bérenger
Adolfo di Bérenger (Monaco di Baviera, 28 febbraio 1815 – Roma, 8 marzo 1895) è stato un agronomo italiano.
Primo direttore dell'Istituto Forestale di Vallombrosa dal 1869 al 1877, è considerato il fondatore della selvicoltura italiana.

## Biografia
Nato da un'antica famiglia aristocratica francese trasferitasi in Baviera durante il periodo della Rivoluzione francese, il di Bérenger, dopo la laurea in filosofia conseguita a Vienna, si appassionò alle Scienze naturali e nel 1834 iniziò a frequentare la rinomata Accademia forestale di Mariabrünn in Austria dove conseguì il diploma.
Il suo primo impiego fu per la Duchessa di Parma, a partire dal 1836 per circa due anni, che lo incaricò di riordinare l'amministrazione dei boschi del Ducato. Elaborò un ottimo piano di sistemazione forestale che è riportato in una memoria, rimasta inedita, conservata nell'archivio di Vallombrosa. 
In seguito, entrò a far parte dell'Amministrazione dell'Impero austro-ungarico in Veneto dove, tra il 1845 e il 1849, rimise ordine alla situazione disastrata dei boschi tra Conegliano e il Montello, un'area boschiva storicamente molto importante avendo fornito per secoli all'Arsenale di Venezia il pregiato legno di rovere.
Nel 1849 venne nominato ispettore forestale e destinato all’Ufficio forestale del Cadore dove si sposò e rimase fino al 1856, anno in cui gli venne dato il compito di curare la foresta del Cansiglio dove diede nuovamente prova di grandi capacità diffondendo l'abete bianco e sperimentando il rimboschimento artificiale delle radure. In quegli anni portò a compimento il suo poderoso lavoro Dell’antica storia e giurisprudenza forestale in Italia, meglio noto con il nome di Studii di archeologia forestale e stampato nel 1859.
Nel 1865 tornò sul Montello dove però fu poi sostituito da un altro funzionario. 
Successivamente, il governo austriaco gli offrì di tornare ad occuparsi dei boschi imperiali, ma il di Bérenger scelse l'Italia come patria adottiva e venne nominato Ispettore generale forestale presso il Ministero dell'agricoltura a Firenze. Qui si rese conto ben presto della deficienza tecnica del personale e iniziò quindi a promuovere la creazione di un Istituto forestale.
Nel 1867 venne incaricato di tenere un primo corso dedicato alle scienze forestali a Vallombrosa, dove nel 1869 fu inaugurato il Regio Istituto forestale. Il di Bérenger, in qualità di direttore e docente di economia forestale e di selvicoltura, seguì con grande impegno ed entusiasmo l'organizzazione e le attività della scuola di Vallombrosa, fece inoltre impiantare i primi arboreti sperimentali.
Nel corso dei suoi ultimi anni di servizio il di Bérenger si oppose fortemente alla legge forestale Maiorana-Calatabiano del 1877 e proprio in seguito alle sue rimostranze fu collocato a riposo, all'età di 62 anni, il 20 dicembre dello stesso anno.
Si ritirò quindi a vita privata, ma continuò a frequentare Vallombrosa dedicandosi agli studi e a collaborazioni. Nel 1880 visitò la pineta di Ravenna su invito dell'amministrazione comunale in seguito ai gravi danni dell'eccezionale gelo invernale e suggerì gli interventi da realizzare.
Tra i personaggi illustri con cui mantenne rapporti vi fu George Perkins Marsch, considerato da molti come il primo ecologista americano, il quale trascorse gli ultimi suoi giorni proprio a Vallombrosa.
Nel 1887 il di Bèrenger pubblicò il Trattato di selvicoltura che costituisce una raccolta delle sue conoscenze ed esperienze professionali.
Morirà a Roma, dopo aver perso la vista, l'8 marzo 1895. È sepolto nel cimitero di Magnale, sopra Paterno, assieme al figlio e alla figlia.
Per le sue ricerche botaniche, in particolare sui licheni studiati in Cadore e in Toscana, il botanico Massalongo dedicò al di Bérenger vari generi e specie.

## Biblioteca personale
Presso la sede di Agraria della Biblioteca di Scienze Tecnologiche, Università degli Studi di Firenze è conservata una serie di opuscoli, denominati Opuscoli forestali, che comprendono materiale raccolto dal di Bérenger con note autografe manoscritte.

## Opere principali
- Adolfo di Bérenger, Della legge fondamentale di foronomia ossia d'una nuova teoria sulla causa universale delle forze contro la dottrina di Newton sull'attrazione della terra e dei corpi celesti, Stabilimento Nazionale di G. Antonelli, 1846.
- Adolfo di Bérenger, Dell'antica storia e giurisprudenza forestale in Italia, Stabilimenti tipo-litografici di G. Longo, 1859-1863.
- Adolfo di Bérenger, Saggio storico della legislazione veneta forestale dal secolo VII al XIX, Tipografia municipale di G. Longo, 1862.
- Adolfo di Bérenger, Nuovo metodo di tassare i boschi ed assestarne l'economia : memoria scritta per uso degli agenti forestali, ingegneri, periti e possidenti di boschi, Febo Gherardi, 1871.
- Adolfo di Bérenger, Guida per il coltivatore di vivai boschivi con cenni preliminari e note sulla materia forestale, Tipografia Bencini, 1880.
- Adolfo di Bérenger, Relazione sul pineto comunale di Ravenna, Tip. Calderini, 1880.
- Adolfo di Bérenger, Selvicoltura: trattato scritto per uso degli agenti forestali, ingegneri e possidenti di boschi, R. Marghieri, 1887.